# 위미항
위미항(爲美港, Wimi Fishing Port)은 제주특별자치도 서귀포시 남원읍 위미리에 있는 어항이다. 1986년 3월 1일 국가어항으로 지정되었으며, 관리청은 해양수산부 제주특별자치도, 시설관리자는 서귀포시장이다.

## 연혁
- 1989년 기본조사와 기본계획을 수립하고 1996년 정비계획에 착수했다.

## 어항구역
본 항의 어항구역은 다음과 같다.
- 수역: 동방파제 기부 시점에서 서측(위미1리) 돌출부 측으로 연결한 선상 중앙(해상320m)을 중심으로 반경 400m 선을 따라 형성된 공유수면[1]
- 육역: 제주특별자치도 서귀포시 남원읍 위미리 1757-12 외 5필지[2](상세내역은 생략)